# Fernando (singel)
Fernando – singel szwedzkiej piosenkarki Anni-Frid Lyngstad wydany na jej albumie pt. Frida ensam (1975). Utwór następnie został nagrany przez szwedzki zespół ABBA i umieszczony na składance Greatest Hits oraz na płycie pt. Arrival w Australii i Nowej Zelandii. 
Singiel z piosenką rozeszła się w wielomilionowym nakładzie na całym świecie, tylko w 1976 sprzedano 6 milionów egzemplarzy płyty. Utwór dotarł do pierwszego miejsca na listach przebojów w 12 krajach. Na stronie "B" znajduje się piosenka "Hey, Hey Helen"